# Critérium de vitesse de Basse-Normandie

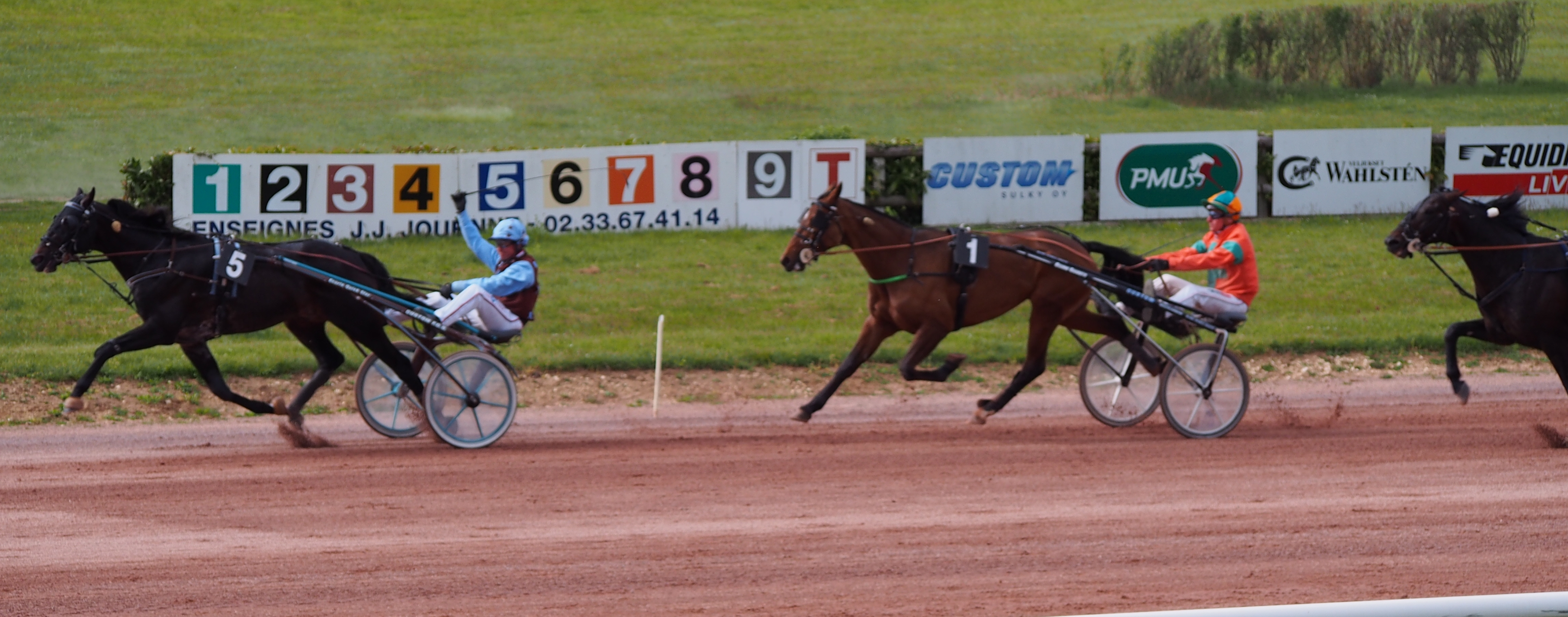
La victoire d'Up and Quick en 2017, devant Billie de Montfort.

Le critérium de vitesse de Basse-Normandie est une course hippique de trot attelé créée en 1969 qui se déroule en août sur l'hippodrome d'Argentan (fin avril ou début mai avant 2023).
C'est une course internationale de Groupe II (Groupe III avant 2010) réservée aux chevaux de 4 à 11 ans, les 4 à 8 ans ayant gagné au moins 85 000 €, les 9 et 11 ans au moins 130 000 €.
Elle se court sur la distance de 1 609 mètres (1 mille), départ à l'autostart. L'allocation s'élève à 120 000 €, dont 54 000 € pour le vainqueur.

## Palmarès depuis 1972
| Année | Vainqueur                                                      | Pays                                                           | Père                                                           | Driver                                                         | Entraîneur                                                     | Réd.km                                                         |
| ----- | -------------------------------------------------------------- | -------------------------------------------------------------- | -------------------------------------------------------------- | -------------------------------------------------------------- | -------------------------------------------------------------- | -------------------------------------------------------------- |
| 2025  | Hohneck                                                        | France                                                         | Royal Dream                                                    | Gabriele Gelormini                                             | Philippe Allaire                                               | 1'09"2                                                         |
| 2024  | Just a Gigolo                                                  | France                                                         | Boccador de Simm                                               | David Thomain                                                  | Philippe Allaire                                               | 1'10"6                                                         |
| 2023  | Capital Mail                                                   | Italie                                                         | Nad El Sheba                                                   | Gabriele Gelormini                                             | Fabrice Souloy                                                 | 1'10"1                                                         |
| 2022  | Ce Bello Romain                                                | France                                                         | Jam Pridem                                                     | Anthony Barrier                                                | Sylvain Dupont                                                 | 1'10"2                                                         |
| 2021  | Ce Bello Romain                                                | France                                                         | Jam Pridem                                                     | Mathieu Mottier                                                | Sylvain Dupont                                                 | 1'09"9                                                         |
| 2020  | Course non disputée (confinement dû à la pandémie de Covid-19) | Course non disputée (confinement dû à la pandémie de Covid-19) | Course non disputée (confinement dû à la pandémie de Covid-19) | Course non disputée (confinement dû à la pandémie de Covid-19) | Course non disputée (confinement dû à la pandémie de Covid-19) | Course non disputée (confinement dû à la pandémie de Covid-19) |
| 2019  | Aubrion du Gers                                                | France                                                         | Memphis du Rib                                                 | Jean-Michel Bazire                                             | Jean-Michel Bazire                                             | 1'13"5                                                         |
| 2018  | Up and Quick                                                   | France                                                         | Buvetier d'Aunou                                               | Franck Nivard                                                  | Antoine Lhérété                                                | 1'10"7                                                         |
| 2017  | Up and Quick                                                   | France                                                         | Buvetier d'Aunou                                               | Franck Nivard                                                  | Franck Leblanc                                                 | 1'09"4                                                         |
| 2016  | Un Mec d'Héripré                                               | France                                                         | Orlando Vici                                                   | Jean-Michel Bazire                                             | Fabrice Souloy                                                 | 1'10"                                                          |
| 2015  | Aladin d'Écajeul                                               | France                                                         | Quaker Jet                                                     | Éric Raffin                                                    | Sébastien Guarato                                              | 1'09"8                                                         |
| 2014  | Quinoa du Gers                                                 | France                                                         | Ganymède                                                       | Franck Nivard                                                  | Fabrice Souloy                                                 | 1'12"                                                          |
| 2013  | Texas Charm                                                    | France                                                         | Cygnus d'Odyssée                                               | Julien Dubois                                                  | Philippe Moulin                                                | 1'12"3                                                         |
| 2012  | Quaker Jet                                                     | France                                                         | Love You                                                       | Jean-Étienne Dubois                                            | Jean-Étienne Dubois                                            | 1'13"1                                                         |
| 2011  | Nouba du Saptel                                                | France                                                         | Canada                                                         | Yves Dreux                                                     | Pascal-André Geslin                                            | 1'10"                                                          |
| 2010  | Nouba du Saptel                                                | France                                                         | Canada                                                         | Yves Dreux                                                     | Pascal-André Geslin                                            | 1'14"4                                                         |
| 2009  | Orlando Sport                                                  | France                                                         | Hand du Vivier                                                 | Sébastien Baude                                                | Roger Coueffin                                                 | 1'11"4                                                         |
| 2008  | Russel November                                                | Allemagne                                                      | General November                                               | Hugo Langeweg                                                  | Hugo Langeweg                                                  | 1'10"9                                                         |
| 2007  | Laura d'Amour                                                  | France                                                         | Viking's Way                                                   | Stéphane Chauveau                                              | Stéphane Chauveau                                              | 1'13"4                                                         |
| 2006  | Ipsos de Pitz                                                  | France                                                         | Biesolo                                                        | Nicolas Mathias                                                | Stéphane Provoost                                              | 1'12"4                                                         |
| 2005  | Love You                                                       | France                                                         | Coktail Jet                                                    | Jean-Pierre Dubois                                             | Jean-Pierre Dubois                                             | 1'10"7                                                         |
| 2004  | Jag de Bellouet                                                | France                                                         | Viking's Way                                                   | Jos Verbeeck                                                   | Christophe Gallier                                             | 1'11"1                                                         |
| 2003  | Jackhammer                                                     | Suède                                                          | Demilo Hanover                                                 | Jean-Philippe Mary                                             | Ulf Nordin                                                     | 1'13"2                                                         |
| 2002  | Jam Pridem                                                     | France                                                         | Coktail Jet                                                    | Jean-Étienne Dubois                                            | Jean-Étienne Dubois                                            | 1'13"1                                                         |
| 2001  | Ivory Pearl                                                    | France                                                         | Coktail Jet                                                    | Jean-Michel Bazire                                             | Jean-Luc Bigeon                                                | 1'13"1                                                         |
| 2000  | Gisella du Gîte                                                | France                                                         | Riton du Gîte                                                  | Sylvain Lelièvre                                               | Sylvain Lelièvre                                               | 1'11"3                                                         |
| 1999  | Giesolo de Lou                                                 | France                                                         | Biesolo                                                        | Jean-Paul Fichaux                                              | Jean-Étienne Dubois                                            | 1'13"4                                                         |
| 1998  | Paparazzy                                                      | Suède                                                          | Quito de Talonay                                               | Gilbert Martens                                                | Gilbert Martens                                                | 1'13"8                                                         |
| 1997  | Paparazzy                                                      | Suède                                                          | Quito de Talonay                                               | Gilbert Martens                                                | Gilbert Martens                                                | 1'13"3                                                         |
| 1996  | Derby du Gîte                                                  | France                                                         | Riton du Gîte                                                  | Sylvain Lelièvre                                               | Sylvain Lelièvre                                               | 1'11"3                                                         |
| 1995  | Coktail Jet                                                    | France                                                         | Quouky Williams                                                | Jean-Étienne Dubois                                            | Jean-Étienne Dubois                                            | 1'11"8                                                         |
| 1994  | Uséria                                                         | France                                                         | Jorky                                                          | Gilles Baudron                                                 | Gilles Baudron                                                 | 1'13"8                                                         |
| 1993  | Vrai Lutin                                                     | France                                                         | Lutin d'Isigny                                                 | Jean-Pierre Viel                                               | Jean-Pierre Viel                                               | 1'14"4                                                         |
| 1992  | Volcan des Rotours                                             | France                                                         | High Echelon                                                   | Xavier Cavey                                                   | Xavier Cavey                                                   | 1'13"2                                                         |
| 1991  | Ultime Atout                                                   | France                                                         | Jalno                                                          | Ghislain Fontenay                                              | Ghislain Fontenay                                              | 1'19"                                                          |
| 1990  | Sabre d'Avril                                                  | France                                                         | Hadol du Vivier                                                | Jean-Pierre Viel                                               | Jean-Pierre Viel                                               | 1'14"8                                                         |
| 1989  | Riton du Gîte                                                  | France                                                         | Buffet II                                                      | Sylvain Lelièvre                                               | Georges Lelièvre                                               | 1'12"8                                                         |
| 1988  | Ruanito d'Arc                                                  | France                                                         | Dianthus                                                       | Ulf Nordin                                                     | Ulf Nordin                                                     | 1'13"7                                                         |
| 1987  | Quartz                                                         | France                                                         | Granit                                                         | Jean-Claude Hallais                                            | Jean-Claude Hallais                                            | 1'14"9                                                         |
| 1986  | Navigo                                                         | France                                                         | Elpenor                                                        | Roger Baudron                                                  | Roger Baudron                                                  | 1'15"9                                                         |
| 1985  | Mozon                                                          | France                                                         | Discret d'Amour                                                | Jean-Paul Fairand                                              | Jean-Paul Fairand                                              | 1'14"6                                                         |
| 1984  | Mozon                                                          | France                                                         | Discret d'Amour                                                | Jean-Paul Fairand                                              | Jean-Paul Fairand                                              | 1'14"9                                                         |
| 1983  | La Bourrasque                                                  | France                                                         | Buffet II                                                      | Jean-Pierre Viel                                               | Jean-Pierre Viel                                               | 1'17"6                                                         |
| 1982  | Jivaso                                                         | France                                                         | Tivaso P                                                       | André Blandin                                                  | Michel-Jacques Marie                                           | 1'18"4                                                         |
| 1981  | Iris de Vandel                                                 | France                                                         | Ura                                                            | Roland Dersoir                                                 | Roland Dersoir                                                 | 1'18"1                                                         |
| 1980  | Hacha                                                          | France                                                         | Uti Rogas II                                                   | Gilles Baudron                                                 | Roger Baudron                                                  | 1'17"                                                          |
| 1979  | Hillion Brillouard                                             | France                                                         | Raskolnikov Z                                                  | Philippe Allaire                                               | Charles Rivière                                                | 1'15"9                                                         |
| 1978  | Granit                                                         | France                                                         | Ayres                                                          | Ghislain Fontenay                                              |                                                                | 1'17"8                                                         |
| 1977  | Fadet                                                          | France                                                         | Nouvel Atout II                                                | Jean-Claude Hallais                                            |                                                                | 1'16"                                                          |
| 1976  | Épigramme                                                      | France                                                         | Quassia A                                                      | Gérard Mascle                                                  |                                                                | 1'18"2                                                         |
| 1975  | Déesse de Mirvil                                               | France                                                         | Feu Follet X                                                   | Henri Cogné                                                    |                                                                | 1'19"1                                                         |
| 1974  | Équiléo                                                        | France                                                         | Paléo                                                          | Bernard Froger                                                 |                                                                | 1'18"5                                                         |
| 1973  | Châtelet                                                       | France                                                         | Macar                                                          | Jean-René Gougeon                                              |                                                                | 1'19"6                                                         |
| 1972  | Amador Z                                                       | France                                                         | Écureuil                                                       | Marcel Vaudoit                                                 |                                                                | 1'19"1                                                         |